# Pierre aux Couteaux

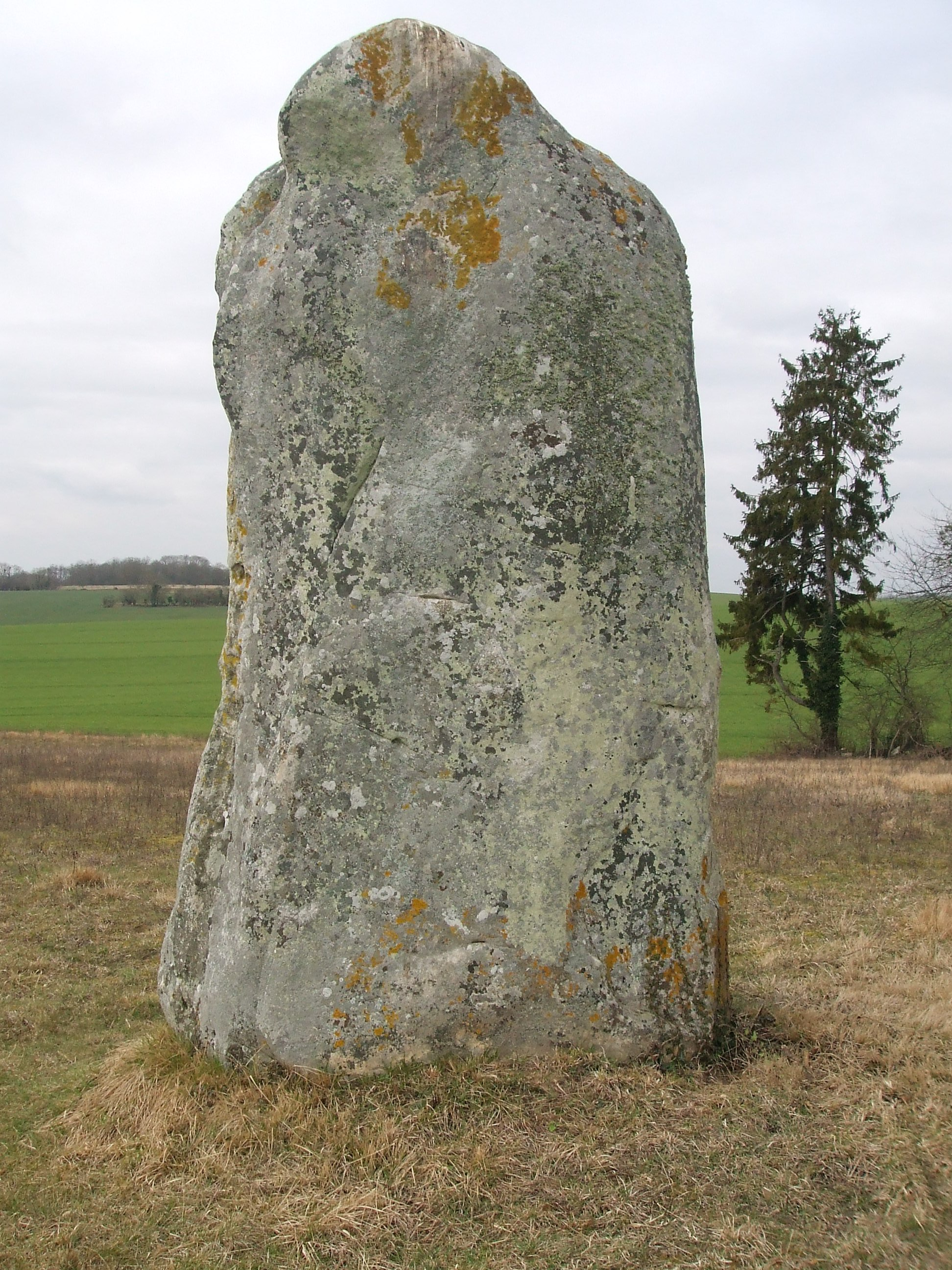
Pierre aux couteaux in Diant

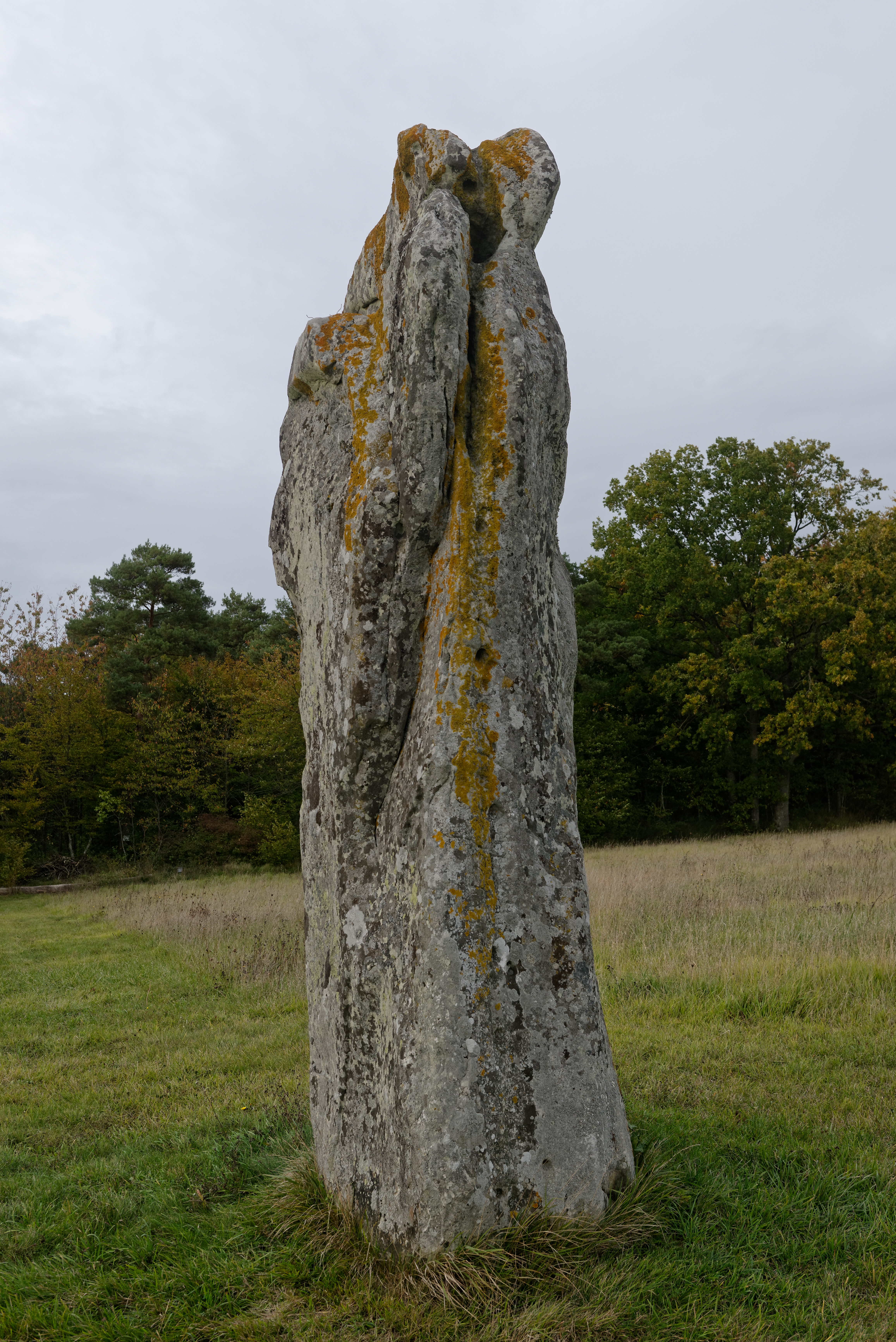
Pierre aux couteaux in Diant

Der Pierre aux Couteaux (deutsch: Messerstein; auch Menhir de Diant genannt) ist ein neolithischer Menhir, östlich von Diant, im Département Seine-et-Marne in der Region Île-de-France in Frankreich. Der Menhir ist seit 1889 als Monument historique klassifiziert.

## Beschreibung
Der Menhir liegt sich auf einem Plateau mit Getreideanbau. Er ist 5,5 Meter hoch, jedoch befindet sich der untere Teil in der Erde. Ob der Stein zu einer Begräbnisstelle gehörte oder religiösen Zwecken diente, ist nicht nachweisbar. 
Lange Zeit wurde der Stein als Denkmal an die Schlacht von Dormelles angesehen. In dieser Schlacht besiegten im Jahr 600 die Brüder Theuderich II. und Theudebert II. ihren Onkel Chlothar II. in Neustrien. 